# AKB48
AKB48 (яп.  э:кэ:би: фо:тиэйто, эй-кэй-би́ фотиэ́йт) — японская женская идол-группа, продюсируемая поэтом-песенником Ясуси Акимото. Группа названа в честь района Акихабара (сокращённо Акиба) в Токио, где расположен театр группы. Продюсер AKB48, Ясуси Акимото, хотел сформировать женскую группу с собственным театром и ежедневными выступлениями, чтобы фанаты всегда могли видеть их вживую. Эта концепция «айдолов, которых вы можете встретить» включает в себя команды, которые могут чередовать выступления и выступать одновременно на нескольких мероприятиях, а также мероприятия «рукопожатия», где фанаты могут встретиться с членами группы. Со временем Ясуси Акимото расширил AKB48 до целого семейства, состоящего из нескольких сестринских групп в Японии, Китае, Тайване, Индии, Индонезии, Таиланде, Филиппинах и Вьетнаме.
Они являются одними из самых высокооплачиваемых музыкальных коллективов Японии. Их продажи в 2012 году с релизов пластинок и DVD/Blu-ray достигли 226 миллионов долларов, группа заняла первое место в рейтинге исполнителей 2012 года. По состоянию на апрель 2019 года группа продала более 60 миллионов пластинок, в том числе более 6 миллионов альбомов. По крайней мере 35 синглов AKB48 возглавили недельный чарт Орикон, а 30 синглов были проданы более миллиона копий каждый, что сделало группу самой продаваемой музыкальной группой в Японии по количеству проданных синглов. По данным Billboard / MRC Data, их самый продаваемый сингл «Teacher Teacher» в 2018 году был продан свыше 3 миллионов. В период с 2010 по 2019 год синглы AKB48 занимали как минимум две верхние строчки годового чарта Орикона.
AKB48 внесены в Книгу рекордов Гиннесса как самая большая поп-группа в мире.

## Концепция и название
В отличие от классических идол-групп, где участники представлялись своим фанатам недосягаемыми, в основу создания AKB48 была заложена идея «звёзд, с которыми можно увидеться». Способом её реализации стали выступления в личном театре группы и регулярные хэндшейки. Ещё одной идеей, заложенной в концепцию AKB48 является частая смена общего состава группы путём систем «выпускных» и вступления новых участниц. Каждый набор стажёрок в группу называется новым поколением. Уходя из группы по разным причинам, участницы, за редким исключением, проводят «выпускные» выступления и мероприятия, тем самым завершая карьеру в группе.
Название AKB48 получила благодаря кварталу, где расположен театр. Театр AKB48 находится в токийском квартале Акихабара (или, коротко, Акиба) на 8-м этаже магазина сети Don Quijote (Дон Кихоте).

## История

### 2005–2006: Формирование группы и первых трёх команд, дебют
В июле 2005 года Ясуси Акимото провёл прослушивание в новую женскую идол-группу. Из 7924 подавших заявки девушек 45 прошли первый тур. В итоге, для группы были отобраны только 24. В декабре 2005 года в театре дебютировал состав из 20 девушек, позднее известный как Тeam A.

Новое прослушивание было организовано в сотрудничестве с японским оператором мобильной связи NTT DoCoMo. Претенденты должны были присылать свои видео на конкурс с сотовых телефонов. Из 11892 принявших участие были отобраны 19, из которых впоследствии только 18 вошли в состав группы, став в апреле 2006 года командой K.
В январе 2006 года к AKB48 и Team A присоединилась Марико Синода (19). На протяжении 2006 года AKB48 покинули три участницы: Аяко Уэмура и две девушки из команды A: Юки Усами и в декабре Аюми Ории.
В феврале 2006 года AKB48 выпустила дебютный сингл «Сакура но ханабиратати» (яп. 桜の花びらたち). Сингл попал на 10 место в недельном чарте Oricon, продавшись тиражом 22011 экземпляров, — неожиданный результат для независимого лейбла.
В августе 2006 года AKB48 подписала контракт с мейджором DefSTAR Records, дочерней компанией Sony Music Entertainment. Их первый сингл на DefSTAR Records, «Aitakatta», поступил в продажу 25 октября 2006 года и поднялся до 12 строчки в недельном Ориконе.
В октябре 2006 года было объявлено о прослушивании в новую команду, Team B, по итогам которого в декабре в группе появились ещё 13 девушек.
В декабре 2006 года произошли первые переводы из команды в команду: Кадзуми Урано, Сихо Ватанабэ и Нацуми Хирадзима были переведены из Team A в Team B.

### 2007–2008
31 января 2007 года увидел свет 4-й (2-й на DefSTAR Records) сингл AKB48, «Сэйфуку га дзяма о суру» (яп. 制服が邪魔をする), достигнувший 6 места в Ориконе. Клип и провокационный текст песни вызвали большой резонанс в японской прессе, нашедшей в них намёки на эндзё-косай.
Следующий сингл, «Кэйбэцу ситэита айдзё» (яп. 軽蔑していた愛情 Кэйбэцу ситэита айдзё:), также повествовал о проблемах и чувствах японских школьниц через рассказ о девушке, совершившей самоубийство.
В апреле 2007 года информация о Team B впервые появилась на официальном сайте. В списке Team B было на пять человек меньше, чем анонсировано ранее, что довело количество участниц в AKB48 с 53 до 48. Таким образом, по состоянию на тот момент название AKB48 впервые отображало реальное количество девушек в группе. Вскоре, в июне, группу покинули Ю Имаи, Митиру Хосино и Аяна Такада.
В мае 2007 года футзальная команда «XANADU loves NHC» начала новый сезон с тремя новыми рекрутами: Томоми Итано, Юко Осимой и Томоми Касай.
В декабре 2007 года состоялось первое выступление AKB48 на 58-м ежегодном предновогоднем концерте Кохаку ута гассэн на NHK.
Первый студийный альбом AKB48, «Set List: Greatest Songs 2006–2007», появился на свет на Новый год, 1 января 2008.
27 февраля 2008 года AKB48 выпустила 10-й сингл, названный «Сакура но ханабиратати 2008» (яп. 桜の花びらたち２００８). На момент издания первого сингла «Сакура но ханабиратати» в AKB48 была только команда A. В версии 2008 года участвовали 10 человек из команды A, 6 из команды K и 5 из команды B. Планировалось, что собравшие полный комплект из 44 различных постеров, шедших в комплекте с синглом, будут приглашены на специальное мероприятие, но возникли опасения в нарушении этим конкурсом антимонопольного законодательства, и компания DefSTAR Records предпочла его отменить.
Летом произошёл первый бойфренд-скандал в истории группы. 14 августа 2008 года Аяка Кикути (15) была уволена с формулировкой «за неосторожное поведение». Незадолго до этого в Интернете всплыли фотографии из фотобудки, на которых она была в компании мальчика. Позднее Аяка была принята в AKB48 в качестве кандидатки (яп. 研究生 кэнкю:сэй), и в августе следующего года вернулась в команду B.
В августе 2008 года AKB48 подписала контракт с компанией King Records.
В сентябре 2008 года анонсирован дебют группы No Sleeves в составе Харуны Кодзимы, Минами Такахаси, Минами Минэгиси.
22 октября 2008 года вышел 10-й* мейджор-сингл группы, Оогоэ дайямондо (яп. 大声ダイヤモンド, Oogoe Diamond), в первую неделю оказавшийся на 3 месте хит-парада Oricon. Это был первый сингл AKB48, попавший в первую тройку.
*С этого момента в статье ведётся нумерация синглов на мейджоре, как принято в официальных сообщениях AKB48.

### 2009–2010
В январе 2009 года была создана группа AKB Idoling!!!, явившаяся результатом сотрудничества между группами AKB48 и Idoling!!!.
Вышедший 4 марта 2009 года 11-й сингл группы, «Juunen Zakura», снова попал в первую тройку и стал первым синглом AKB48, разошедшимся в количестве более 100 тысяч экземпляров в магазинах, продажи в которых учитываются компанией Oricon.
4 июля 2009 года состоялось первое выступление AKB48 в Европе. Team A была почётным гостем на выставке Japan Expo в Париже, во Франции, проходившей со 2 по 5 июля.
12-й сингл, «Namida Surprise!», впервые включал карточку для голосования. Голосование решало, какие девушки примут участие в следующем сингле. Продажи в первую неделю составили 104180 экземпляров.
13-й сингл, «Iiwake Maybe», появился на прилавках 26 августа 2009 года и содержал две песни: девушки, занявшие в голосовании 1—21 места, исполняли заглавный трек, а занявшие 22-30 места — «Tobenai Agehachou». В первый день он неожиданно обогнал по продажам бойбэнд SMAP, возглавив дневной чарт Орикона, но по итогам недели всё-таки оказался вторым.
27 сентября 2009 года AKB48 дала свой первый концерт в США.
В октябре 2009 года три сингла, «Juunen Zakura», «Namida Surprise!» и «Iiwake Maybe», были одновременно сертифицированы золотыми Японской ассоциацией звукозаписывающих компаний (RIAJ) (англ.) за поставки в количестве 100 тысяч экземпляров к сентябрю.
14-й сингл вышел 21 октября 2009 года. С синглом «RIVER» AKB48 впервые попала на 1 место недельного чарта Oricon..

В октябре 2009 года была произведена анонсированная 23 августа перетасовка составов. Большинству девушек пришлось перейти из команды в команду. Участницы созданной в августе группы SDN48, ориентированной на взрослую аудиторию и состоявшей из девушек старше 20 лет, перешли на эксклюзивные театральные выступления в её составе и больше не выступали в командах A, K и B.
7 февраля 2010 AKB48 выпустила свой 15-й сингл, «Sakura no Shiori». Новый сингл опять возглавил список Орикона и продался в количестве более 300 тысяч экземпляров в первую неделю.
16-й сингл, «Ponytail to Shushu» (яп. ポニーテールとシュシュ Пони:тэ:ру то сюсю), последовал 26 мая. Продажи в первый же день составили 400 тысяч, в первую неделю более 513 тысяч.
1 июля 2010 года состоялся второй концерт AKB48 в США, на аниме-конвенции Anime Expo.
Голосование за участие в новом сингле по карточкам, вложенным в «Ponytail to Chouchou», закончилось сюрпризом: Юко Осима обошла лицо группы Ацуко Маэду и стала центром в 17-м сингле «Heavy Rotation», который поступил в продажу 18 августа и продолжил беспроигрышную серию первых строчек хит-парадов.
В июле 2010 года на концерте во Дворце спорта Государственного стадиона Ёёги в Токио было объявлено о решении Эрэны Оно (16) уйти из группы и уехать за границу учиться актёрскому мастерству. Церемония выпуска состоялась 27 сентября во время театрального выступления команды K, и Эрэна сейчас учится в Лондоне.
15 октября 2010 года, вскоре после того как появились слухи о её романе с продюсером Одзи Хирои (56), Саяка Акимото (22) объявила о решении уйти с поста капитана команды K. Продюсер анонсированного в начале октября проекта «Double Heroine» с участием Саяки Акимото и Саэ Миядзавы был сфотографирован входящим в дом, в котором находится квартира девушки.
Вышедший 27 октября 2010 года 18-й сингл «Beginner» стал самым продаваемым синглом группы на сегодняшний день, разошедшись в первую неделю в количестве 826989 экземпляров.
В конце октября Маю Ватанабэ появилась на обложке декабрьского номера журнала «UP to boy» вместе с Айри Судзуки из группы °C-ute в первой фотоколлаборации между Hello! Project и AKB48.
21 сентября состоялся отборочный турнир по игре «камень, ножницы, бумага», в котором определялись участницы 19-го сингла. Маюми Утида победила в финале и получила позицию центра в новом сингле.
Четыре участницы AKB48: Ацуко Маэда, Юко Осима, Томоми Итано и Саяка Акимото, снялись для «VOGUE girl», дополнении к ноябрьскому номеру журналу «VOGUE NIPPON». Журнал появился на прилавках 28 октября.
AKB48 в составе 12 человек посетила Россию в рамках Фестиваля японской поп-культуры, проходившего в Москве 20—21 ноября 2010 года. 20 ноября группа дала часовой концерт, прошедший с огромным успехом.
В декабре AKB48 выпустила 19-й сингл, «Chance no Junban», и стала первой женской группой со времён Pink Lady, пять синглов подряд которой возглавляли недельный хит-парад Орикона в течение одного года. Легендарный дуэт Pink Lady поставил этот рекорд ещё в 1978 году.
1 декабря 2010 AKB48 попадают в Книгу рекордов Гиннеса как «крупнейшая поп-группа»! http://www.guinnessworldrecords.com/world-records/8000/largest-pop-group

### 2011
Первый сингл AKB48 в новом году, «Sakura no Ki ni Narou», вышел 16 февраля. Продажи в первый день составили 655 тысяч экземпляров, побив таким образом предыдущий рекорд группы («Beginner», 568 тысяч). В первую неделю было продано 826989 синглов, также новое высшее достижение для AKB48.
В феврале было объявлено о предстоящем выпуске двух участниц: Юки Каназавы и Манами Оку.
11 марта театр AKB48 пострадал во время землетрясения, и представления были отменены на неопределённый срок для проведения восстановительных работ.
14 марта в официальном блоге появилась информация об отмене концертов на Yokohama Arena 25—27 марта.
15 марта проект, включающий группу AKB48, пообещал пожертвовать 500 миллионов йен Красному Кресту в помощь пострадавшим в результате землетрясения и цунами, обрушившихся на Японию 11 марта.
В конце месяца стало известно, что новый альбом Koko ni Ita Koto, который должен был появиться в продаже 6 апреля, но был отложен в связи с мартовскими событиями, перенесён на 8 июня. Также было объявлено, что 21-й сингл группы выйдет 25 мая и будет включать карточку для голосования в третьих по счёту выборах в сембацу, которые на этот раз определят участниц 22-го сингла, а в его лимитированные издания будут случайным образом вложены билетики на рукопожатие с группой. Часть выручки от предстоящих релизов также будет пожертвована.
1 апреля AKB48 выпустила благотворительный цифровой сингл с песней «Dareka no Tame ni ~What can I do for someone?~», все доходы от продажи которого пойдут на помощь пострадавшим в Великом восточнояпонском землетрясении и последовавшем за ним цунами.
Выпуск Манами Оку состоялся 8 апреля на её последнем концерте в театре в составе команды B. Последним мероприятием Манами как участницы AKB48 будет handshake event 19 июня.
1 мая была анонсирована новая группа, HKT48, которая будет базироваться в собственном театре в Хакате, районе города Фукуоки.
3 мая сингапурская газета «The Straits Times» сообщила, что в Сингапуре будет открыт первый театр группы AKB48 за рубежом. Находиться он будет в молодёжном парке *SCAPE, и два дня каждый месяц там будет по два концерта: AKB48 в составе 16 девушек и ещё одной группы также в составе 16 участниц. Кроме театра, в парке откроется первое в мире кафе AKB48 и первый в Юго-Восточной Азии официальный магазин AKB48.
12 мая стало известно, что две участницы Команды Соискательниц, Нау Ямагути (17) и Сара Усикобу (16), покидают группу. Об этом сообщил блог персонала AKB48, согласно которому девушки сами решили уйти из группы. Причины не сообщались.
21-й сингл группы AKB48, «Everyday, Kachuusha», вышел 25 мая 2011 года. В первый день было продано 942475 дисков, а в первую неделю — 1333969. Так был установлен новый рекорд продаж за одну неделю для сингла в истории Японии, превзойдя результат 1996 года группы Mr. Children.
С 24 мая по 8 июня 2011 года проводятся выборы в сэмбацу (яп. 選抜) 22-го сингла. Голосовать за избрание девушки могут купившие 21-й сингл «Everyday, Kachuusha»*, члены фан-клуба и подписчики платных сервисов проекта. 25 мая, по истечении первого дня голосования, были обнародованы предварительные результаты: 1. Юко Осима (17156), 2. Ацуко Маэда (16452), 3. Юки Касиваги (12056), …
4 июня на экраны Японии вышел фильм «Мосидора», поставленный по бестселлеру Нацуми Ивасаки, с Ацуко Маэдой в главной роли. Минами Минэгиси, которая являлась прообразом главной героини романа Минами Кавасимы, тоже сыграла в фильме, но менее значительную роль.
7 июня было анонсировано создание новой команды, Team 4, в которой тоже будет 16 участниц. Пока в группу включили 10 девушек из Команды Соискательниц. Новая группа выступит на двух концертах предстоящего концертного тура AKB48 по Японии, 2 августа в Кагосиме и 4 августа в Тоттори.
9 июня были объявлены результаты выборов в сембацу 2011 года. Победила Ацуко Маэда (за неё было отдано 139 тысячи 892 голоса), на втором месте — Юко Осима (122843).
11 июня 2011 года было объявлено, что к Команде Соискательниц присоединится новая девушка — Айми Эгути (16), которая пришла на прослушивание в группу NMB48 и произвела такое большое впечатление, что её было решено ввести в состав AKB48. В появившемся вскоре рекламном ролике с её участием фанаты заметили странное сходство Айми с некоторыми девушками из AKB48, в частности, её глаз с глазами Ацуко Маэды, и заподозрили, что она создана при помощи компьютерной графики. Сначала эти подозрения были официально опровергнуты, но позднее компания Glico, в рекламе продукта которой Айми снималась, признала, что Айми Эгути ненастоящая и была произведена для рекламной кампании фруктового мороженого «Ice no MI» путём CGI-моделирования нескольких ведущих участниц группы, из частей лица которых и было составлено её лицо. Обман был хорошо спланирован: Айми даже появилась в качестве модели в японском Weekly Playboy, поместившем ещё и вымышленные биографические данные.
*В каждый сингл вложена карточка для голосования с серийным номером

### 2012
6 января 2012 года Oricon объявил, что AKB48 продали 11 787 000 копий своих синглов. Этим они превзошли женскую j-pop группу Morning Musume и установили новый рекорд по количеству синглов, проданных женской группой в Японии.
22 января, в последний день концерта «AKB48 Request Hour Set List Best 100 2012», проходившего в Tokyo Dome City Hall, AKB48 представили новую песню «Give Me Five!», где исполнительницы сформировали группу Baby Blossom с гитарами, клавишными, ударными и даже духовыми инструментами. Участницы Baby Blossom, не умевшие играть на них, пять месяцев осваивали музыкальные инструменты. «Give Me Five!» был выпущен 15 февраля.
Было разработано вымышленное аниме, под названием «AKB0048», режиссёром которого стал Хираикэ Ёсимаса. Контролировал всё Акимото Ясуси. Девять исполнительниц от AKB48 и её сестринских групп после публичного прослушивания были отобраны для озвучивания. Эти девушки были сгруппированы в «No Name». Их песни стали заглавной и заключительной темами в аниме.
Произошёл скандал с двумя девушками, Нацуми Хирадзимой и Руми Ёнэдзавой. Они были сфотографированы с молодыми людьми, а по правилам АКВ, девушкам запрещено встречаться с представителями мужского пола. Девушки ушли из AKB48 после их последнего появления на рукопожатии 5 февраля. Дзюрина Мацуи из SKE48 Team S и Миюки Ватанабэ из NMB48 Team N были временно переведены в группу AKB48 в Тимы K и В соответственно, чтобы заменить ушедших девушек. Дзюрина и Миюки стали одновременно исполнительницами двух групп: их бывших групп и AKB48.
24 марта было объявлено, что пять стажёров AKB будут переведены в Тим 4. В том же объявлении было сказано, что AKB48 впервые выступят на главной арене в Tokyo Dome. Выступление в Tokyo Dome было одной из основных целей группы с момента её основания.
25 марта, одна из самых популярных и давних участниц АКВ, Ацуко Маэда, объявила о своём выпуске. Это вызвало большой шум в японских новостях. Появился даже слух, что студент из Токийского Университета покончил жизнь самоубийством из-за этой новости, хотя впоследствии это оказалось ложным. Позже было объявлено, что Маэда официально покинет группу после концертов в Tokyo Dome. 27 августа Маэда дала последнее выступление в театре AKB48 и выпустилась из группы.
26 марта AKB48 объявила, что 6 июня пройдут выборы для определения состава на свой 27-й сингл «Gingham Check». Среди кандидатов были 243 участниц из AKB48, SKE48, NMB48 и HKT48. Бюллетени для голосования находились в предвыборном 26-м сингле группы «Manatsu no Sounds Good!». Выборы проводились в Ниппон Будокан (Nippon Budokan) и впервые транслировались по телевизору в прямом эфире. Первой стала Юко Осима, обогнав Маю Ватанабэ и Юки Касиваги.
23 апреля AKB48 объявила о создании своей третьей зарубежной сестринской группы, SNH48 (Sha-Ng-Hai 48), базирующейся в Шанхае.
17 июня было объявлено, что Рино Сасихара будет переведена в HKT48 с целью «начать всё с начала» из-за скандала, связанным с её якобы бывшим бойфрендом. Её последнее выступление в AKB48 было в июле 2012 года. 24 июня AKB48 объявила, что оставшиеся шесть стажёров из 10-го и 11-го поколения будут повышены. AKB48 также объявила, что третий турнир Дзян-кэн-пон (камень-ножницы-бумага) состоится 18 сентября. Будет определено, какие участницы примут участие в 29-м сингле «Eien Pressure».
15 августа группа выпустила свой четвёртый альбом под названием «1830m». 24 августа, в первый день на концерте в Tokyo Dome AKB48 объявила о реорганизации своей команды. Тим 4 был распущен и его участницы были переведены в Тимы А, К, В. Ота Айка была переведена в HKT48, Аки Такадзё и Харука Накагава — в Джакарту в группу JKT48 и Саэ Миядзава с Марией Судзуки — в Шанхай в группу SNH48. Минами Такахаси становится генеральным менеджером всего AKB48, а как капитана Тима А её заменяет Марико Синода. Юко Осима стала капитаном Тима K и Аяка Умэда, которая находилась в Тиме K, стала капитаном Тима Б.
В 2012 году AKB48 записали песню «Sugar Rush» к анимационному фильму Диснея «Ральф».
С программным продуктом под названием «AKB1/149 Renai Sousenkyo для PlayStation Portable» AKB48 попали в Книгу рекордов Гиннеса за «самое большое количество исполнителей популярной музыки, показанных в видео игре».
AKB48 во второй раз получают гран-при на церемонии Japan Record Awards со своей песней «Manatsu no Sounds Good!».

### 2013
26 января 2013 года во время третьего дня концерта AKB48 Request Hour Set List Best 100 2013, было объявлено, что в конце апреля AKB48 проведёт со своими группами-сёстрами серию концертов в Nippon Budokan под общим названием AKB48 Fair. На следующий день, во время заключительного, четвёртого концерта, был анонсирован AKB48 Super Festival, грандиозный концерт на открытом стадионе Nissan Stadium, вмещающем более 70 тысяч зрителей. Концерт состоится в июне, и AKB48 станет первым чисто женским коллективом или исполнителем, выступившим с сольным концертом на этом стадионе.
31 января еженедельный таблоид Shukan Bunshun опубликовал репортаж, утверждавший, что Минами Минэгиси, на тот момент участница Команды Б и одна из последних пятерых остающихся в группе участниц первого поколения, провела ночь в квартире 19-летнего участника бойбэнда Generations. В тот же день официальный блог AKB48 сообщил, что Минэгиси будет разжалована в стажёрки с 1 февраля, а на официальный канал группы на YouTube было выложено её видеообращение, в котором Минэгиси просила прощения у фанатов за своё необдуманное поведение и выражала надежду, что Ясуси Акимото и менеджмент группы оставят её в AKB48, где у неё много друзей, с которыми она выросла. Внешность Минами в видео была шокирующей: её волосы были коротко пострижены до чего-то напоминающего армейскую стрижку. Как Минами объяснила, она постригла волосы в состоянии шока после прочтения статьи, когда не могла успокоиться.
1 февраля участница первого поколения Томоми Итано, неизменная участница команды K с момента её основания в 2007 году, объявила, что «выпустится» из группы где-то в течение 2013 года. Заявление было сделано в театре AKB48 во время презентации нового документального фильма Documentary of AKB48: No Flower Without Rain: Shoujo Tachi wa Namida no Ato ni Nani o Miru?, который вышел на экраны кинотеатров в этот день.
28 апреля после концерта в Nippon Budokan генеральный менеджер AKB48 объявил очередную перестановку Тимов[неизвестный термин]. Рино Сасихара назначена менеджером HKT48 «по совместительству». Кроме того, прошли прощальные выступления Моэно Нино и Томоми Касай.
22 мая AKB48 выпустила 31-й предвыборный сингл «Sayonara Crawl». К продаже было подготовлено в общей сложности 2,3 миллиона копий. В 5 Всеобщих Выборах участвовало 246 девушек из AKB48, её сестринских групп, а также некоторые выпустившиеся участницы. Выборы транслировались 8 июня в прямом эфире на YouTube с японским и английским языках; результаты выборов транслировались по Fuji TV. Победительницей стала участница группы HKT48 Рино Сасихара. В ходе выборов капитан Тим А Марико Синода, занявшая пятое место, объявила о своём градуэнте в июле.
31 июля, во время летней серии концертов в Sapporo Dome, AKB48 посетила бывшая участница группы Ацуко Маэда в качестве гостя. Она исполнила «Kimi wa Boku da», «Flower», а также новый сольный сингл «Time Machine Nante Iranai».
21 августа группа выпустила свой 32 сингл «Koi Suru Fortune Cookie», который достиг первого места в чарте Oricon. В клипе участвовало 3800 статистов. Также, сингл содержал выпускные песни Марико Синоды и Томоми Итано. JKT48 в тот же день выпустила свою собственную версию «Koi Suru Fortune Cookie».
24 августа AKB48 объявила о восстановлении Team 4, состоявшей из стажёрок 13-го и 14-го поколений. Капитаном команды назначена Минами Минэгиси.
18 сентября AKB48 провела свой ежегодный турнир Дзян-кэн-пон для определения состава на свой 34-й сингл. Мероприятие прошло в Nippon Budokan. Победительницей стала Дзюрина Мацуи. В начале турнира AKB48 объявила список исполнительниц, участвующих в новом 33-м сингле группы «Heart Electric». Сингл был выпущен в октябре. Режиссёром клипа стал Сюсукэ Канэко, известный такими работами, как: Heisei Gamera trilogy, Godzilla, Mothra and King Ghidorah: Giant Monsters All-Out Attack.
6 ноября стало известно, что 34 сингл будет называться: «Suzukake no Ki no Michi de 'Kimi no Hohoemi o Yume ni Miru' to Itte Shimattara Bokutachi no Kankei wa Dō Kawatte Shimau no ka, Bokunari ni Nan-nichi ka Kangaeta Ue de no Yaya Kihazukashii Ketsuron no Yō na Mono» (鈴懸の木の道で「君の微笑みを夢に見る」と言ってしまったら僕たちの関係はどう変わってしまうのか、僕なりに何日か考えた上でのやや気恥ずかしい結論のようなもの A sort of slightly embarrassing conclusion after several days of my deliberation about 'how will our relationship be changed if I tell you «I dream your smile» on the platanus road). Композитором является Тэцуро Ода.
31 декабря давняя участница AKB48 — Юко Осима (2 поколение) на Новогодней программе Kohaku Uta Gassen объявила о выпуске из группы ради того, чтобы получить высшее образование.

### 2014
22 января, AKB48 выпустили свой 5-й альбом, под названием «Tsugi no Ashiato». Он достиг первое место в недельном чарте Oricon, продав 962000 копий в первую неделю.
23 января в первый день концерта AKB48 Request Hour 2014 Setlist Best 200, было объявлено о создании пятой команды «Team 8». Участницами станут 47 девушек по одной из каждой префектуры Японии. Также, у этой команды будет новая концепция: «Айдолы, которые приезжают, чтобы встретиться с вами». Спонсором Тима 8 является «Toyota».
26 февраля AKB48 выпустила свой 35-й сингл «Mae shika Mukanee», центром которого стала Юко Осима. Это её последняя песня в составе группы.
24 февраля во время эвента[неизвестный термин] группы Grand Reformation Festival в Zepp DiverCity Tokyo, AKB48 объявила о крупных перетасовках команд, в том числе, назначения капитанов и сокапитанов в каждой команде, повышения стажёров в регулярный статус членов группы, а также назначения участниц в сестринские группы и наоборот. Самое неожиданное назначение: перевод Рины Икомы в AKB48 Team B, а также, двойное положение Рэны Мацуи в Nogizaka46 и SKE48.
3 апреля дебютировала новая команда AKB48 Тим 8. В Тим вошло 47 девушек по одной из каждой префектуры Японии, что делает эту команду крупнейшей среди остальных команд AKB48. В дополнение к новому Тиму 8, продюсер AKB48 Ясуси Акимото объявил о прослушивании в группу новой участницы в возрасте старше 30 лет. Новая участница примет участие в событии рукопожатия, репетициях в течение некоторого промежутка времени, а также станет центром новой рекламы Glico Papico, которая будет транслироваться с 14 мая 2014 года. Победительница была объявлена 16 апреля 2014 года, ей стала Марико Цукамото, 37-летняя домохозяйка и мать двоих детей. В прослушивании приняли участие более 5000 женщин, в том числе комедийная актриса Kintalo, сэйю Микако Такахаси, и бывшая участница группы Morning Musume Саяка Итии.
21 мая 2014 года группа выпустила свой 36-й предвыборный сингл «Labrador Retriever», который в первый же день продаж разошёлся в количестве более 1 462 000 экземпляров, что делает его седьмым синглом в истории группы по данным Орикон, который был продан в первый день более 1 миллиона экземпляров.
25 мая во время мероприятия рукопожатия[неизвестный термин], проводимого в Iwate Industry Culture & Convention Center в городе Такидзава префектуры Иватэ, участницы Рина Каваэй, Анна Ирияма и один сотрудник подверглись нападению со стороны 24-летнего мужчины, имеющего ножовку (пилу). Он был арестован на месте по подозрению в покушении на убийство. Все три жертвы получили ранения рук и головы и были доставлены в больницу в городе Мориока для операций. Мероприятие, как и все другие виды деятельности группы, в тот день были прекращены. Инцидент поднял вопросы о процедурах безопасности во время хода таких событий. Отменились все запланированные выступления в театре Акихабара48 с 26 мая до конца месяца, а также отложены мероприятия рукопожатий, запланированных на 26, 31 мая и 1 июня. Управление полиции Токио попросило AKS (организатора AKB48) о повышении мер безопасности, в том числе введения проверки аудитории при входе в театр. Сестринские группы (SKE48, NMB48 и HKT48) не приостановили свои театральные представления, но приняли меры безопасности, такие как: металлоискатели, запрет использования первых рядов театра, а также увеличение присутствия охраны.
30 мая AKB48 появляются на телепрограмме «Music Station», что делает это первым выступлением группы после инцидента. 2 июня, театр AKB48 возобновил работу со введением таких же мер безопасности, что вводили сестринские группы. Безопасность и проверка вещей фанатов также были организованы на 6 Всеобщих Выборах Сембацу и на выпускном концерте Юко Осимы.
7 июня 2014 года AKB48 (и связанные с ней группы) объявили результаты своих ежегодных выборов для определения состава участниц 37-го сингла. Победителем стала Маю Ватанабэ с 159 854 голосами, а второе место заняла победительница прошлых выборов Рино Сасихара с 141 954 голосами. Всего ранги получило 80 участниц, что составило 5 групп по 16 человек.
В августе было объявлено о проекте Baito AKB, который позволяет девушкам присоединиться к AKB48 на неполный рабочий день, используя сайт поиска работы Baitoru. Из 13 246 девушек было отобрано 53, которые подписали контракт на пять месяцев с возможным трёхмесячным продлением в феврале.
8 декабря давняя участница 1-го поколения, генеральный менеджер AKB48 — Минами Такахаси объявила, что покинет группу в декабре 2015 года в день десятой годовщины группы. Её преемником станет капитан команды К — Юи Ёкояма.
Группа заняла второе место в рейтинге Орикон по общему объёму продаж за 2014 год с результатом в 13,075 млн йен.

### 2015
21 января 2015 года, группа выпустила свой шестой студийный альбом, под названием «Koko ga Rhodes da, Koko de Tobe!», который в первый день разошёлся в количестве 693,074 копий по данным Орикон.
4 марта группа выпустила свой 39-й сингл «Green Flash», центрами которого стали Харуна Кодзима и Юки Касиваги. За неделю сингл разошёлся в количестве 1 001 393 копий. Тем самым, AKB48 стала первой группой, которая продала подряд 20 синглов в количестве 1 млн за первую неделю.
26 марта участница Рина Каваэй объявила о своём уходе из группы для того, чтобы продолжить свою актёрскую карьеру. А также сказала, что прошлый инцидент с нападением и долгий период восстановления заставили её задуматься о своём будущем, вне зависимости от группы.
10 мая участницы AKB48 Харуна Кодзима, Рина Хирата, Рёка Осима, Тому Муто, Сахо Ивататэ и Рина Нодзава выступили в Нью-Йорке на ежегодном фестивале «День Японии», который проходил в Центральном парке. Это второе выступление группы в этом городе с 2009 года. Всего было исполнено 5 песен для 5-тысячной толпы.
20 мая группа выпустила 40-й сингл «Bokutachi wa Tatakawanai», который в первый день разошёлся в количестве 1 472 375 копий. Это самые большие продажи первого дня среди всех синглов группы.
6 июня состоялась церемония оглашения результатов 7-х всеобщих выборов, в которых принимали участие 304 девушки. Всего для участия в 41-м сингле группы было избрано 80 человек, которые поделены на 5 групп по 16 участниц. Победительницей выборов вновь стала Рино Сасихара из HKT48, получив 194 049 голосов. Занявшая первое место в прошлом году Маю Ватанабэ оказалась на 3-м месте, получив 165,789 голосов и уступив Юки Касиваги, получившей 167 183 голоса.
26 августа группа выпустила 41-й послевыборный сингл «Halloween Night».
25 октября во время хендшейка[неизвестный термин] в Йокогаме были объявлены детали 42-го сингла и предстоящего в 2016 году Request Hour 2016. Центром сингла стала Минами Такахаси. Это будет её последим появлением в синглах AKB48 как участницы группы.
18 ноября группа выпустила свой 7-й альбом, под названием «0 to 1 no Aida». Этот альбом приурочен к 10-й годовщине группы, основанной в 2005 году.
9 декабря был выпущен 42-й сингл «Kuchibiru ni Be My Baby», который в первый день разошёлся в количестве 813 044 копий (по данным Орикон). Это означает, что в общей сложности продано более чем 36,158,000 копий синглов, что превосходит рок-группу B’z.
15 декабря 2015 года, на мероприятии группы «AKB48 Kouhaku Utagassen 2015» дебютировала тайваньская девушка Ма Цзялин, которая прошла прослушивание в Тайване. Она стала первой иностранной участницей группы.

### 2016
9 марта группа выпустила памятный 43-й сингл «Kimi wa Melody», приуроченный к 10-й годовщине группы. В нём приняли участие бывшие участницы AKB48: Ацуко Маэда, Юко Осима, Марико Синода, Томоми Итано и Минами Такахаси. По итогам первой недели сингл разошёлся в количестве 1,238,000 копий. Это 25 сингл группы, который был продан в количестве 1 млн копий. Также, это 30 сингл группы, который занимает верхнюю строчку недельного Орикон. Теперь АКВ48 стали первой группой, кому удался такой результат (по количеству проданных синглов-миллионников и по количеству верхних строчек недельного Орикон).
21 марта было объявлено о выходе 44-го предвыборного сингла AKB48, релиз которого планируется на 1 июня. Сами Всеобщие Выборы (уже восьмые по счёту) будут проходить 18 июня на стадионе «HARD OFF ECO» в Ниигате.
26 марта на концерте AKB48 было сообщено о создании трёх новых сестринских групп: TPE48, MNL48 и BNK48. TPE48 станет второй китайской группой и будет находиться в Тайбэе на Тайване. MNL48 нацелена на филиппинскую аудиторию, а сама группа расположится в столице — Маниле. BNK48 — первая тайская группа, театр которой будет находиться в Бангкоке, Таиланд.
9 июня на официальном сайте АКВ48 была опубликована информация, что управляющее агентство SNH48 нарушило условия договора. В связи с этим, были удалены все баннеры SNH48 и реклама с официального сайта АКВ48, группа SNH48 исключена из семейства 48-х, а также, отменена двойная позиция Марии Судзуки (теперь она является только участницей АКВ48). Руководство сообщило, что данные меры приняты до того момента, пока не будет найдено решение проблемы. Также было сообщено, что BEJ48 и GNZ48 не имеют никакого отношения к семейству 48-х.
1 июня 2016 года группа выпустила 44-й сингл "Tsubasa wa Iranai", в который вошли бюллетени для всеобщих выборов группы на этот год. Результаты выборов были объявлены 18 июня на стадионе "хард офф ЭКО" в Ниигате на BS Sky TV Premium и Fuji TV, где Рино Сашихара заняла первое место, набрав 243 011 голосов.
18 июня прошло оглашение результатов 8-х всеобщих выборов. В них приняли участие 272 члена групп семейства, в том числе и участницы NGT48, для которых выборы стали первыми. Победителем и центром заглавной песни 45-го сингла группы уже в третий раз стала Рино Сасихара (HKT48, 243 011 голосов). Впервые за всю историю AKB48G участнице удалось завоевать первое место два раза подряд. На второй позиции оказалась Маю Ватанабэ (AKB48, 175,613 голосов), за ней — Дзюрина Мацуи (SKE48, 112 341 голосов). На Выборах о своём скором уходе заявила Харуна Кодзима, которая присоединилась к группе с 1-м поколением в 2005 году.
6 августа AKB48 и сестринские группы проведут второй спортивный фестиваль «AKB48 Group Dai Undokai» на Saitama Super Arena.
7 августа AKB48 проведёт специальный благодарственный фестиваль, который группа получила за наибольшее количество мест на Всеобщих Выборах 2016 года.
31 августа группа выпустила свой 45-й сингл. Он получило двойное название: «LOVE TRIP/Shiawase wo Wakenasai». «LOVE TRIP» стала заглавной темой дорамы «Toki wo Kakeru Shoujo» и исполнена сембацу (участницами, занявшими первые 16 мест на Всеобщих Выборах 2016 года). «Shiawase wo Wakenasai» звучит в рекламе Zexy. Также, в 45-й сингл вошла песня «Hikari to Kage no Hibi», которая стала открывающей темой программы о баскетболе Nettoh Koshien. Центры песни — Юи Ёкояма и Саяка Ямамото. И вошла песня из нового документального фильма о группе «Sonzai suru Riyuu DOCUMENTARY of AKB48». Песня получила название — «Ano Hi no Jibun». Показ фильма стартует 8 июля.
3 октября, на мероприятии Baito, Харука Симадзаки объявила о своём выпуске из АКВ48. Выпускной концерт в театре АКВ48 пройдёт 26 декабря, а вся деятельность, как участницы группы, прекратится 31 декабря. Выпускная песня будет входить в 46-й сингл группы. Паруру продолжит свою дальнейшую деятельность, как актриса и модель, а также будет участвовать в озвучивании персонажей Studio Ghibli.
10 октября было объявлено о формировании новой сестринской группы AKB48G — STU48 (Setouchi48). Театр группы будет располагаться на лайнере и станет путешествовать по 7-ми префектурам летом 2017 года.
16 ноября группа AKB48 выпустила 46-й сингл «High Tension», центром которого стала Харука Симадзаки. За первый день продано 1 120 070 копий, что поставило группу в 33 раз на первую строчку ежедневного чарта Орикон. Заглавная песня «High Tension» стала темой дорамы «Cabasuka Gakuen».
8 декабря в театре АКВ48 было представлено 16-е поколение группы, а также представлены официальные профили участниц. Всего в новое поколение группы попало 19 девушек.
12 декабря Маю Ватанабэ, Рина Идзута и Сая Кавамото объявили о новой дочерней компании группы AKB48, известной как "AKB48 China", во время Шанхайской пресс-конференции. В отличие от созданной Шанхайской сестринской группы SNH48, AKB48 China будет выступать в качестве моста между Японией и Китаем, привлекая японских членов к предстоящему китайскому театру AKB48.
AKB48 были номинированы на 58-ю премию «Japan Record Awards» с песней «365 Nichi no Kami Hikouki». Церемония награждения транслировалась 30 декабря по каналу TBS. К сожалению, AKB48 вновь не смогли стать победителями.

### 2017
25 января AKB48 выпустили 8-й студийный альбом, под названием «Thumbnail». Этот альбом стал последним для Харуки Симадзаки, которая выпустилась из группы 26 декабря 2016 года.
11 февраля в театре АКВ48 состоялся дебютный стейдж кенкюсеев 16-го поколения группы.
AKB48 получили награду «Сингл года» на «THE 31st JAPAN GOLD DISC AWARD» с синглом «Tsubasa wa Iranai». AKB48 получают эту награду 7 лет подряд. Также в список «5 лучших синглов» попали песни группы «Kimi wa Melody», «High Tension» и «Love Trip/Shiawase Wakenasai».
15 марта 2017 года группа выпустила 47-й сингл "Shoot Sign", который является последним синглом Харуны Кодзимы.
31 мая 2017 года группа выпустила 48-й сингл Negaigoto no Mochigusare.
30 августа 2017 года группа выпустила 49-й сингл "sukinanda".
31 октября у Маю Ватанабе, состоялся выпускной концерт.
22 ноября 2017 года группа выпустила 50-й сингл "11gatsu No Anklet". 25 ноября 2017 года у Маю Ватанабэ было её последнее рукопожатие. Последний раз она выступала в театре AKB48 26 декабря 2017 года.

### 2018
24 января 2018 года, группа выпустила девятый альбом "Bokutachi wa, Ano Hi no Yoake wo Shitteiru".
14 марта 2018 года группа выпустила 51-й сингл "JyaaBaaJaa". Нана Окада является центром сингла. Об этом стало известно в ходе часа запросов 2018 года. Заглавный трек был показан во время трансляции" AKB48 All Night Nippon " 22 февраля 2018 года.
С 15 июня по 31 августа на южнокорейском телеканале Mnet транслировалась реалити-шоу на выживание Produce48. Передача представляла собой коллаборацию реалити-шоу айдолов на выживание Produce 101 и японской айдол-группы AKB48. В ходе это была сформирована проектная южнокорейско-японская гёрл-группа  IZ*ONE, были выбраны финальные 12 участниц. Японскими участницами стали Мияваки Сакура, Ябуки Нако из HKT48 и Хонда Хитоми.

## Критика

### Сексуальный подтекст творчества
На протяжении многих лет AKB48 критиковали за сексуальный подтекст в песнях. Некоторые считают, что такие песни непригодны для молодых участниц группы. В 2012 году журналистка CNN Анна Корен спросила об этом основателя AKB48 Ясуси Акимото, который также пишет все тексты песен для AKB48. Он заявил, что его произведения были способом «изображения действительности» и должны подтолкнуть слушателей задуматься о сложных вопросах и проблемах, изображённых в текстах его песен.
Рискованные музыкальные клипы группы также были центром для споров. Так, некоторые представители общественности были возмущены клипом на песню Heavy Rotation, где девушки были в нижнем белье, обнимались друг с другом, целовались и лежали в ванне. Режиссёр клипа Мика Нинагава объяснила, что создала творческое и забавное видео, в связи с ростом популярности группы среди девочек. В своём интервью она взяла на себя полную ответственность за содержание видео, отдельно отметив, что испытывала сильное давление ответственности из-за того, что Ясуси Акимото дал ей полную свободу для создания видеоклипа.
В рекламном ролике для кондитерской марки Puccho, который транслировался с 15 марта 2012 года, участницы AKB48 были показаны в школьной форме, передающие конфеты изо рта в рот. Хотя девочки зажимали конфеты между зубами, некоторые зрители были оскорблены и назвали это «поощрением гомосексуализма». Также зрители отмечали то, что изображаемое негигиенично и подаёт плохой пример детям.
В течение второй недели января 2013 года, группа попала под новый обстрел критики, когда в Shukan Young Magazine было опубликовано изображение, где руки мальчика охватывали голую грудь Томоми Касай. Впоследствии, это изображение убрали из журнала. Продажу журнала перенесли с 12 января 2013 года на 21 января 2013 года. Также агентством Касай был отменён выход гравюрного фотобука девушки, где данное фото должно было быть на обложке.

### Полемика вокруг трудового законодательства
31 января 2013 года таблоид Shukan Bunshun опубликовал статью о том, что участница AKB48 Минами Минэгиси за месяц провела 17 ночей в одном доме вместе с участником GENERATIONS from EXILE TRIBE Сирахама Аланом. На следующий день на официальном YouTube-канале группы появилось видео, где Минами Минэгиси приносила извинения перед фанатами с бритой головой. Девушка извинялась за то, что проводила ночи с мужчиной, нарушив негласный запрет на отношения с мужчинами. Она также сказала, что побрила голову, не обсуждая данную ситуацию ни с другими участницами, ни с агентством.
Акт бритья волос вызвал критику из-за своей абсурдности и новую волну споров вокруг правила о запрете отношений среди японских идолов, касающееся представителей обоих полов. Ещё 22 января 2013 года трудовой эксперт и писатель The Japan Times Хифуми Окунуки утверждал, что пункт о невозможности знакомства с мужчинами в трудовом договоре является нарушением японского трудового законодательства, однако после случившегося с Минами Минэгиси руководство AKB48 объяснило, что как такового правила не существует и установить его невозможно и нарушение негласного правила индустрии обсуждается с каждой участницей индивидуально. Генеральный директор театра AKB48 Томонобу Тогасаки сообщил о решении на время понизить Минами Минэгиси до стажёрок в связи с желанием участницы начать всё с чистого листа и заработать доверие у своих фанатов. Он также попросил поклонников и дальше поддерживать девушку в её деятельности.

## Благотворительность
Через несколько дней после землетрясения и цунами 11 марта 2011 официальный блог AKB48 сообщил, что более 617 миллионов йен были пожертвованы обществу Красного Креста Японии. 1 апреля группа выпустила благотворительный сингл под названием «Dareka no Tame ni ~What can I do for someone?~», вся прибыль от которого была пожертвована в фонд оказания помощи жертвам землетрясения и цунами 2011 года.
23-й сингл AKB48 «Kaze wa Fuiteiru» был также посвящён жертвам цунами 2011 года. Текст песни был написан с целью подбодрить японцев, пострадавших от катастрофы 11 марта.
В феврале 2012 года группа объявила ещё один взнос в пользу Красного Креста Японии в размере 580 млн йен. Было сообщено, что на сегодняшний день AKB48 пожертвовали в общей сложности более 1,25 миллиарда йен.
8 марта 2013 года AKB48 выпустили ещё одну песню «Tenohira ga Kataru Koto», посвящённую жертвам стихийных бедствий в марте 2011 года. Песню можно было бесплатно скачать на их сайте.
В годовщину катастрофы AKB48 и сестринские группы одновременно посетили районы бедствия и провели выступления в детских школах, а также специальные концерты в AKB48, SKE48, NMB48 и HKT48 театрах. Прибыль от выступлений в театрах была использована для дальнейшей помощи процесса восстановления.

## Состав
Из-за необходимости в частых выступлениях в театре и количества набранных участниц, в AKB48 внедрена система команд. По состоянию на январь 2020 года в AKB48 насчитывается 5 команд – A, K, B, 4 и 8, состоящих из 107 участниц. За 14 лет в группе побывало 385 девушек, включая переведённых и временных участниц, а также было набрано 16 оригинальных и 3 драфт-поколений.
В каждом выступлении в театре принимает участие только одна из команд, у каждой из которых собственное шоу со своим репертуаром. Капитан команды A — Рин Окабэ, команды K — Харука Комияма, команды B — Сахо Ивататэ, команды 4 — Юйри Мураяма, команда 8 и команда стажёрок не имеют капитана. Лидером или так называемым «генеральным менеджером» AKB48 и всех её групп-сестёр является Мион Мукаити. 

### Команда 8
В отличие от остальных команд, команда 8 имеет иную концепцию – «айдолы, которые приезжают, чтобы встретиться с вами», – и делится на подгруппы по регионам. Каждая подгруппа посещает префектуры в соответствии со своими регионами, очень редко проводя специальные выступления в общем театре.

## Дискография
Дискография AKB48 насчитывает 2 инди-сингла, 9 студийных альбомов и 56 студийных синглов. Общие продажи альбомов и синглов AKB48 на октябрь 2019 года равны 61,475,000 копий, что позволяет группе занимать вторую строчку среди самых продаваемых артистов и первую строчку среди самых продаваемых женских артистов в Японии.

### Остальные песни
| Название                                           | Дата релиза | Позиции в чартах | Позиции в чартах           | Альбом/сингл              |
| Название                                           | Дата релиза | Japan Hot 100    | Цифровые сертификации RIAJ | Альбом/сингл              |
| -------------------------------------------------- | ----------- | ---------------- | -------------------------- | ------------------------- |
| «Kimi no Koto ga Suki Dakara»                      | 21.10.2009  |                  | G                          | «RIVER»                   |
| «Majisuka Rock 'n' Roll»                           | 17.02.2010  |                  | G                          | «Sakura no Shiori»        |
| «Majijo Teppen Blues»                              | 26.05.2010  |                  | G                          | «Ponytail to Chouchou»    |
| «Yasai Sisters»                                    | 18.08.2010  |                  | G                          | «Heavy Rotation»          |
| «Dareka no Tame ni ～What can I do for someone?～» | 1.04.2011   |                  | G                          | Благотворительный сингл   |
| «Yankee Soul»                                      | 25.05.2011  |                  | G                          | «Everyday, Kachuusha»     |
| «Juuryoku Sympathy»                                | 12.09.2012  |                  | G                          | Выступление в театре      |
| «365nichi no Kamihikouki»                          | 9.12.2015   |                  | 3P                         | «Kuchibiru ni Be My Baby» |

### Официальные сайты
- akb48.co.jp (яп.)
akb48.com.cn
akb48korea.co.kr
toyota-team8.jp — официальный сайт AKB48
- Официальный сайт AKB48 на английском языке (англ.)
- AKB48, профиль на сайте King Records  (яп.)
- AKB48, профиль на сайте Oricon
- AKBINGO!

### Официальный канал на YouTube
- Видеоканал AKB48 на YouTube
- Официальное видео на русском языке на YouTube